# أثل أطلسي
الأَثل الأطلسي (باللاتينية: Tamarix atlantis) هو نوع نباتي يتبع جنس الأثل من الفصيلة الطرفاوية.

## الموئل والانتشار
موطن الأثل الأطلسي هو أطراف المجاري المائية في المغرب.